# Ocnophiloidea regularis
Ocnophiloidea regularis är en insektsart som först beskrevs av Brunner von Wattenwyl 1907.  Ocnophiloidea regularis ingår i släktet Ocnophiloidea och familjen Diapheromeridae. Inga underarter finns listade i Catalogue of Life.